# 连云港职业技术学院
连云港职业技术学院，原连云港市职工大学、连云港职业大学，是中华人民共和国教育部批准成立的一所全日制普通高等职业学校。学校是江苏省高等学校和谐校园、职业教育先进单位、农科教结合示范基地。

## 校史
- 1979年，连云港市职工大学开始举办专科学历教育；
- 1983年3月，成立全日制普通高等学校连云港职业大学；
- 1999年3月，连云港职业大学与连云港市职教中心合并，更名为连云港职业技术学院。

## 院系设置
- 机电工程学院
- 信息工程学院
- 商学院
- 医药与化学工程学院
- 建筑工程学院
- 公共管理学院
- 艺术与旅游学院
- 外国语学院
- 国际交流合作学院
- 基础课部
- 政治教学部
- 继续教育学院